# 이중권
이중권(1992년 1월 1일 ~ )는 대한민국의 축구 선수로, 포지션은 공격수이다.